# Heuer (Schifffahrt)

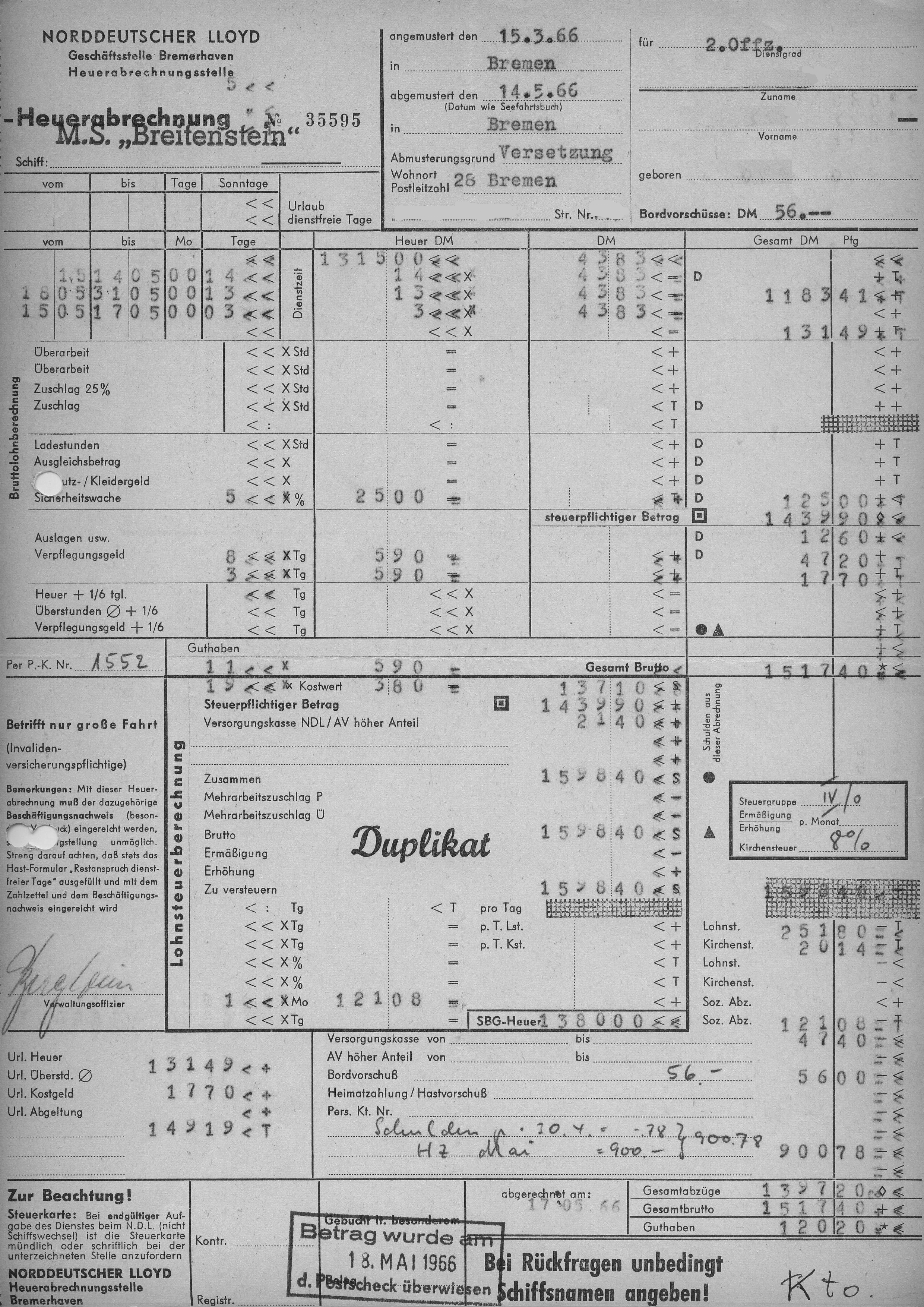
Heuerabrechnung eines 2. Offiziers – Frachtschiff Breitenstein des NDL, 18. Mai 1966

Die Heuer (mnd. hūre „Miete, Pacht“, zu hūren „mieten“) ist der Lohn eines Seemanns. Seeleute haben in der Regel einen Heuervertrag mit dem Reeder. Das Abschließen eines solchen Vertrages wird als Anheuern bezeichnet.

## Geschichte
In früheren Zeiten wurde der Heuervertrag per Zuruf zwischen Kapitän und Seemann geschlossen (siehe hierzu auch Umschau). Diese von den Bräuchen des Festlandes abweichende und abenteuerlich anmutende Praxis hat das Heuern und Anheuern sprichwörtlich gemacht. Da Heuerverträge leicht geschlossen und leicht gelöst wurden, spricht man bis heute – unterstützt von dem Reim – von „Heuern und Feuern“ (englisch: hire and fire).
Eine andere, vor allem im nordeuropäischen Raum angewandte Methode war das Anheuern auf Schiffen durch einen Heuerbaas. Diese schlossen bis in die 1920er Jahre im Auftrag von Reedern und Kapitänen Heuerverträge mit arbeitslosen Matrosen ab. Gemäß ihrem Vertrag wurden Hafenschänken nach arbeitswilligen Seeleuten abgesucht. Die auf diese Weise zusammengestellte Mannschaft wusste in manchen Fällen bis zum Abfahrtstermin nicht, an Bord welchen Schiffes sie kommen werde.
Zu unterscheiden ist das so genannte Schanghaien, bei dem ein Seemann mit illegalen Methoden zum Dienst auf See gepresst wird. Auch dies wurde bis ins 20. Jahrhundert durch Heuermaate erledigt. Erst als die Seemannsordnung diese Praxis verurteilte, wurde sie offiziell im norddeutschen Raum abgeschafft.